# Manuel Osborne-Paradis
Manuel Joseph Osborne-Paradis (North Vancouver, 8 de febrero de 1984) es un deportista canadiense que compitió en esquí alpino.
Ganó una medalla de bronce en el Campeonato Mundial de Esquí Alpino de 2017, en la prueba de supergigante. En la Copa del Mundo consiguió tres victorias y once podios en total.

## Palmarés internacional
| Campeonato Mundial | Campeonato Mundial   | Campeonato Mundial | Campeonato Mundial |
| Año                | Lugar                | Medalla            | Prueba             |
| ------------------ | -------------------- | ------------------ | ------------------ |
| 2017               | Sankt Moritz (Suiza) | Medalla de bronce  | Supergigante       |